# Gong Sun-Ok
Gong Sun-Ok es una escritora coreana.

## Biografía
La juventud de Gong Sun-Ok no fue fácil. Nació en el municipio de Gokseong, provincia de Jeolla del Sur, Corea del Sur. Su padre abandonó a la familia y llevó una vida errante para evitar a sus acreedores; y su madre tuvo una salud frágil. Aunque la aceptaron en la universidad, la dejó por no poder pagar la matrícula y trabajó en una fábrica y como ayudante en un autobús de larga distancia. Quizás por esto, las mujeres en las novelas de Gong Sun-Ok suelen ser del estrato más pobre de la sociedad.

## Obra
Gong Sun-Ok describe la vida tradicional de las zonas rurales, reflejando la vida de su pueblo de la provincia de Jeolla del Sur. Debutó con la novela corta Semillas de fuego. Sus personajes femeninos pertenecen al estrato más pobre de la sociedad, como la protagonista de Así es la vida, que es una ocupante ilegal que vive en un piso abandonado y frío, sin calefacción ni electricidad, y que finalmente pierde la vida en un accidente de gas butano.
La ciudad de Gwanju es otro tema central en la obra de Gong Sun-Ok. Su marido es un superviviente de la Masacre de Gwangju, un movimiento a favor de la democracia que fue reprimido por el gobierno dictatorial surcoreano en 1980. Ella vivía cerca del lugar de las manifestaciones y su universidad también estaba en Gwangju. Semillas de fuego describe la desgarradora experiencia y el trauma que significó para la gente participar en el Movimiento democrático de Gwangju. Sus novelas cortas La estación seca y Excusa para la próxima vida y la novela Cuando era la más bella también están situadas en Gwangju. En sus obras describe la tristeza y la pérdida de los ciudadanos de Gwangju que presenciaron en persona esas atrocidades.
Sin embargo, se puede encontrar esperanza en las obras de Gong Son-Ok; no se trata de simple optimismo, sino de esperanza en la fuerte voluntad de la gente que intenta vivir de forma feliz en medio del dolor.

## Obras traducidas
Come to the Sorghum Field (Susubat-euro oseyo)
- Приходите на поле гаоляна- Ruso
- 请到玉米地来 - Chino

Wandering Family (Yuranggajok)
- La familia itinerante - Español

## Obras en coreano
- Mis treinta años que dejé atrás en Oji-ri (Ojiri-e du-go on seoreunsal 1993)
- Florece, narciso (Pieora suseonhwa 1994)
- Excusa para la próxima vida (Nae saeng-ui allibai 1998)
- Un mundo maravilloso (Meotjin han sesang 2002)
- La familia itinerante (Yuranggajok 2005)
- Por la noche alegremente (Myeongnanghan bamgil 2007)
- Cuando era la más bella (Nae-ga gajang Yeppeosseul ddae 2009)

## Premios
- Premio Women News (1992)
- Premio de escritura Shin Dongyeop (1995)
- Premio de artistas jóvenes de hoy (2004)
- Premio literario del año (Olhaemunhaksang 2005)[7]
- Premio Baek Sangae de literatura (2008)[8]
- Premio Manhae de literatura (2009)[9]
- Premio Oh Yeongsu de literatura (2009)
- Premio católico de literatura (2009)[10]
- Premio Yosan de literatura (2011)[11]